# Stenlille Kommune
Stenlille Kommune i Vestsjællands Amt blev dannet ved kommunalreformen i 1970. Ved strukturreformen i 2007 blev den indlemmet i Sorø Kommune sammen med Dianalund Kommune.

## Tidligere kommuner
Stenlille Kommune blev dannet ved sammenlægning af 4 sognekommuner:
| Kommune       | Folketal 1. januar 1970 | Byer                   |
| ------------- | ----------------------- | ---------------------- |
| Flinterup     | 372                     |                        |
| Munke-Bjergby | 1.389                   | Munke Bjergby og Vedde |
| Stenmagle     | 1.596                   | Nyrup                  |
| Stenlille     | 1.624                   | Stenlille              |
| I alt         | 4.981                   |                        |

## Sogne
Stenlille Kommune bestod af følgende sogne, de fleste fra Alsted Herred i Sorø Amt, men Stenlille fra Merløse Herred i Holbæk Amt:
- Kirke Flinterup Sogn
- Munke Bjergby Sogn
- Stenlille Sogn
- Stenmagle Sogn

## Borgmestre[2]
| Periode   | Navn           | Parti             |
| --------- | -------------- | ----------------- |
| 1970-1976 | Børge Wadum    | Lokalliste        |
| 1976-1986 | Kaj Hansen     | Lokalliste        |
| 1986-1994 | Allan Thomsen  | Socialdemokratiet |
| 1994-1998 | John A. Jensen | Lokalliste        |
| 1998-2006 | Vagn Guldborg  | Venstre           |